# Liste der Monuments historiques in Haboudange
Die Liste der Monuments historiques in Haboudange führt die Monuments historiques in der französischen Gemeinde Haboudange auf.

## Liste der Bauwerke
| Bezeichnung          | Beschreibung | Standort                 | Kennzeichnung | Schutzstatus | Datum | Bild |
| -------------------- | --- | ------------------------ | ------------- | ------------ | ----- | ---- |
| Château de Habodange | Burg des 13. Jahrhunderts, im 16. Jahrhundert zum Schloss der Bischöfe von Metz umgebaut; erhalten: Teile der Umfassungsmauern und Logis von 1578 | 44 rue Principale (Lage) | PA00107041    | Inscrit      | 1996  |      |